# ロシア社会民主労働党 (メンシェヴィキ)
ロシア社会民主労働党 (メンシェヴィキ)（ロシア語: Российская социал-демократическая рабочая партия (меньшевиков)）は（後にロシア社会民主労働党 (連合派)（ロシア語: Российская социал-демократическая рабочая партия (объединенная)）に改称した）ロシアの政党であった。
1912年にロシア社会民主労働党が二つに分裂して（別のグループはロシア社会民主労働党（ボリシェヴィキ）であった）現れた。
しかしメンシェヴィキとボリシェヴィキは1903年から元になった党の派閥として存在していた。

## 歴史

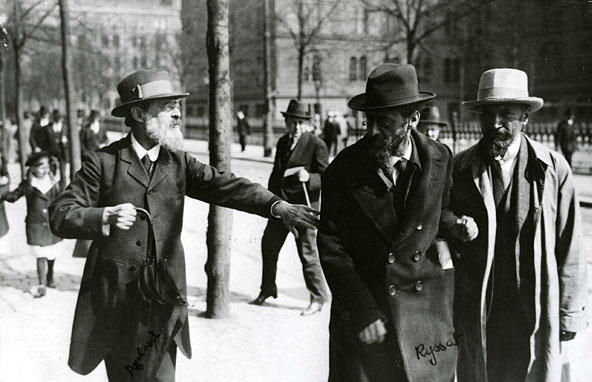
1917年5月のスウェーデンストックホルムNorra Bantorgetのメンシェヴィキ指導部（パーヴェル・アクセリロード、ユーリー・マルトフ、アレクサンドル・マルトゥイノフ）

1912年に分裂すると、リトアニア・ポーランド・ロシア・ユダヤ人労働者総同盟はこの時までにメンシェヴィキが連合した党組織の思想を受け入れていたためにロシア社会民主労働党 (メンシェヴィキ)の連合した一部となった。
メンシェヴィキ擁護派（プレハーノフ派とポトレソフ派）やメンシェヴィキ国際派（マルトフ支持者）、ナヴァヤ・ジズングループが参加する1917年8月19日-26日の「統一大会」は異なる社会民主主義の派閥を統一することを求めてペトログラートで党により組織された。党員19万3172人を代表する代表220人が議事に参加した。1917年の大会でラファイル・アブラモヴィッチ、I.アフマトフ、I.アストロフ、パーヴェル・アクセリロード、B.グレヴィッチ、エヴァ・ブロイド、F.リプキン、フョードル・ダン、ヘンリク・エールリヒ、V.エジョフ、K.F.ゴグア、B.ゴレフ、イワン・マイスキー、ユーリー・マルトフ、アレクサンドル・マルトゥイノフ、A.フルムソン、ピンケヴィッチ、S.セムコフスキイ、I.ヴォルコフからなる党中央委員会が選出された。党名は「ロシア社会民主労働党（連合派）」に変更された。
十月革命後に党内で違いがあらわになった。1921年に党はプロレタリア独裁と完全に違うものと分かる共産党の政治的独占を解消し産業を広範囲に私有化し農民とブルジョア階級と政府から扱われる人々に投票権を与えることを求める「ロシア社会民主労働党綱領」を発表した。クロンシュタット要塞暴動や第10回共産党大会、ネップの導入と農民からの穀物の強制押収の終了後の1921年初めからロシア社会民主労働党はソビエトロシアで地下活動をせざるを得なくなり、ヨーロッパと北アメリカに亡命せざるを得なくなった。党の外国代表部が1920年に創設され、まずベルリンに置かれ（1933年まで）、パリに移動し、1940年にニューヨークに移った。亡命中は党はジュネーヴやリエージュ、ベルリン、パリ、ベルン、ニューヨークの小グループから成り立った。フョードル・ダンとアブラモヴィッチが議長を務める1923年までマルトフとアブラモヴィッチが外国代表部の議長を務めた。アロン・ジュゴフは外国代表部の書紀であった。
1921年に党は主催者の内の二人であるマルトフとアブラモヴィッチと第二半インターナショナルに参加した。1923年の労働社会主義インターナショナル（LSI）の設立大会に11人のメンシェヴィキの代表団が参加した。党は1923年から1940年までLSIの会員であった。アブラモヴィッチは1939年までLSI事務局の会員であった全期間LSI執行部で党を代表した。党は1921年から1965年まで（1921年2月1日から1933年までベルリンで、1940年までパリで、その時から1965年までニューヨークで）Sotsialisticheskii vestnik（社会主義の特使）を発行した。

## 参照
1. 1 2 3 4 5  Kowalski, Werner. Geschichte der sozialistischen arbeiter-internationale: 1923 - 19. Berlin: Dt. Verl. d. Wissenschaften, 1985. pp. 336–337.
2. ↑  Johnpoll, Bernard K. The Politics of Futility; The General Jewish Workers Bund of Poland, 1917-1943. Ithaca, N.Y.: Cornell University Press, 1967. p. 35.
3. ↑  Дмитрий Агеевич Чугаев, ed (1961). Революционное движение в России в сентябре 1917 г: общенациональный кризис. Изд-во Академии наук СССР. p. 548. OCLC 215235598
4. 1 2   Борьба партии большевиков за армию в социалистической революции: сборник документов. Изд-во Политической литературы. (1977). p. 507. OCLC 123230668
5. ↑   Novoe v zhizni, nauke, tekhnike: Serii︠a︡: Istorii︠a︡. Izdatelʹstvo "Znanie".. (1987). p. 57
6. ↑  Brovkin, Vladimir. N. (1991). The Mensheviks after October: socialist opposition and the rise of the Bolshevik dictatorship. Ithaca: Cornell University Press. pp. 302. ISBN 978-0-8014-9976-0 2009年11月10日閲覧。
7. ↑   История России : Пособие для поступающих в вузы : ХХ век. Издательский дом "Питер". pp. 62. ISBN 9785469005629
8. ↑  Liebich, André: From the other shore: Russian social democracy after 1921. Cambridge, Massachusetts, London 1997.
9. ↑  Kowalski, Werner. Geschichte der sozialistischen arbeiter-internationale: 1923 - 19. Berlin: Dt. Verl. d. Wissenschaften, 1985. p. 294.
10. ↑  “Marxism and Totalitarianism: Rudolf Hilferding and the Mensheviks”. wilsoncenter.org.   The Wilson Center (1987年). 2018年6月20日閲覧。